# Bactrocera zonata
Bactrocera zonata är en tvåvingeart som först beskrevs av Saunders 1842.  Bactrocera zonata ingår i släktet Bactrocera och familjen borrflugor. Inga underarter finns listade. Denna art är en karantänsskadegörare som har potential att orsaka omfattande skadegörelse och alla misstänkta fynd av den ska därför rapporteras till Jordbruksverket.